# Lo Sindicat (Amposta)
Lo Sindicat és un edifici d'Amposta (Montsià) inclòs a l'Inventari del Patrimoni Arquitectònic de Catalunya.

## Descripció
Edifici de planta rectangular irregular, de planta baixa, primera planta i teulada a dues aigües. Destaca la façana principal, organitzada simètricament, amb cinc portes a la planta baixa, la central més gran, totes coronades pel mateix motiu ornamental, un semi medalló amb rams vegetals, encara que els emmarcaments superiors de les quatre laterals, d'arc rebaixat amb clau central, són diferents al de la central. El pis presenta tres balcons, un central petit amb una porta i els laterals més grans amb dues portes, i amb un emmarcament més voluminós que les portes de la planta baixa. Tot el conjunt és rematat per una senzilla cornisa i per una barana calada amb els motius circulars ja vistos a la casa Morales Talarn, i centrada per un frontó de línies rectes i corbes.

## Història
Fou edificat el 1920 com a seu del Sindicat Agrícola Catòlic d'Amposta, fundat el mateix any, amb cafè, pista de ball i cinema, conegut com a cinema Olímpia. El 1945 es va dissoldre el Sindicat Agrícola Catòlic, però va seguir funcionant com a cinema fins als anys vuitanta. Posteriorment la planta baixa es va habilitar com a oficina de l'INEM. L'any 2015 l'edifici fou adquirit per l'Ajuntament d'Amposta per albergar-hi dependències municipals, i sotmès a una profunda rehabilitació.